# Carpoforo
Il carpoforo o corpo fruttifero o, più correttamente, sporoforo, può essere considerato, come dice il nome, una sorta di "frutto" dei funghi. 

## Descrizione
Il carpoforo è formato dall'insieme di gambo, cappello, tubuli o lamelle o aghi, comunque sia conformato l'imenoforo.

Si sviluppa in seguito all'accrescimento del corpo vegetativo (tallo) del fungo, il quale si sviluppa dalla spora. Sul carpoforo sono solitamente presenti gli sporangi, i quali contengono le spore. 
Nelle muffe (ad esempio del genere Rhizopus, comunemente detta "muffa del pane"), il corpo fruttifero si presenta come una polverina biancastra o anche verdastra. Osservandola al microscopio, si può distinguere il fitto intreccio di ife (le cellule che formano il fungo), sulle quali si svilupperanno in seguito gli sporangi, contenenti le spore. Una volta maturi, gli sporangi si romperanno rilasciando nell'ambiente esterno tutte le spore, che a loro volta andranno a formare altri funghi, se si depositeranno su un substrato organico.

## Forme di carpoforo
Il carpoforo può assumere varie forme, ecco alcuni esempi:

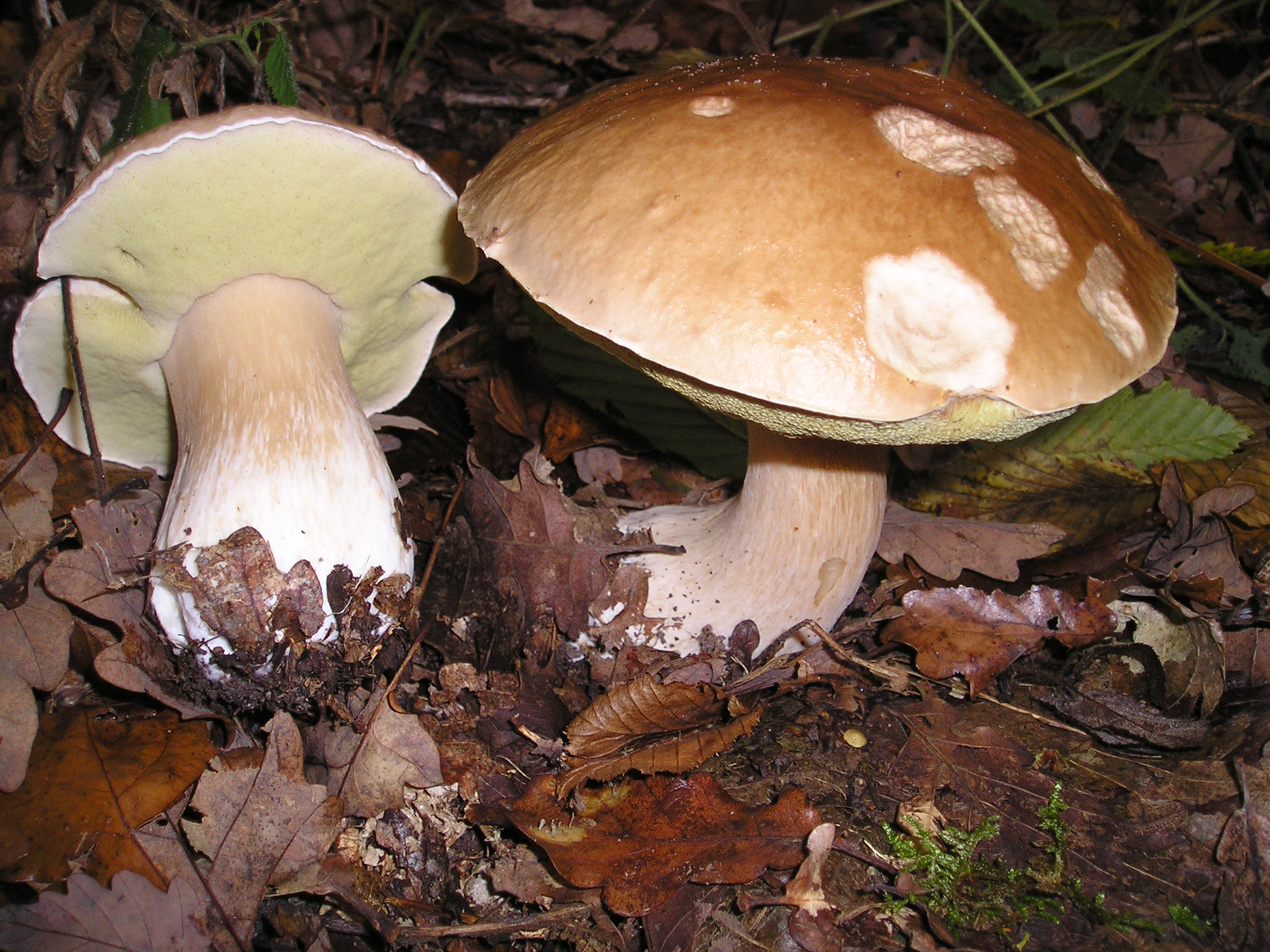
cappello, gambo e tubuli (Boletus edulis)
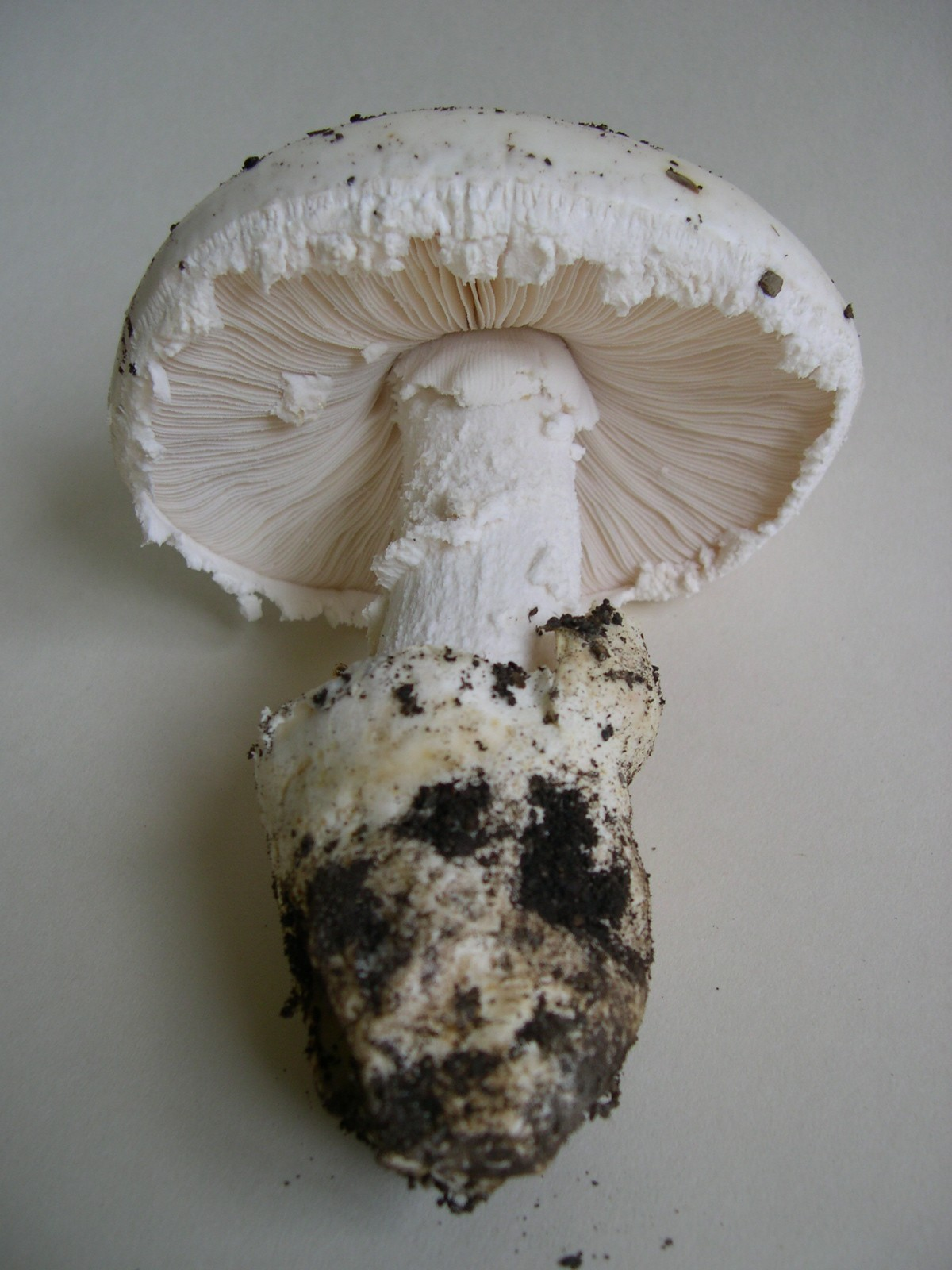
cappello, gambo e lamelle (Amanita ovoidea)
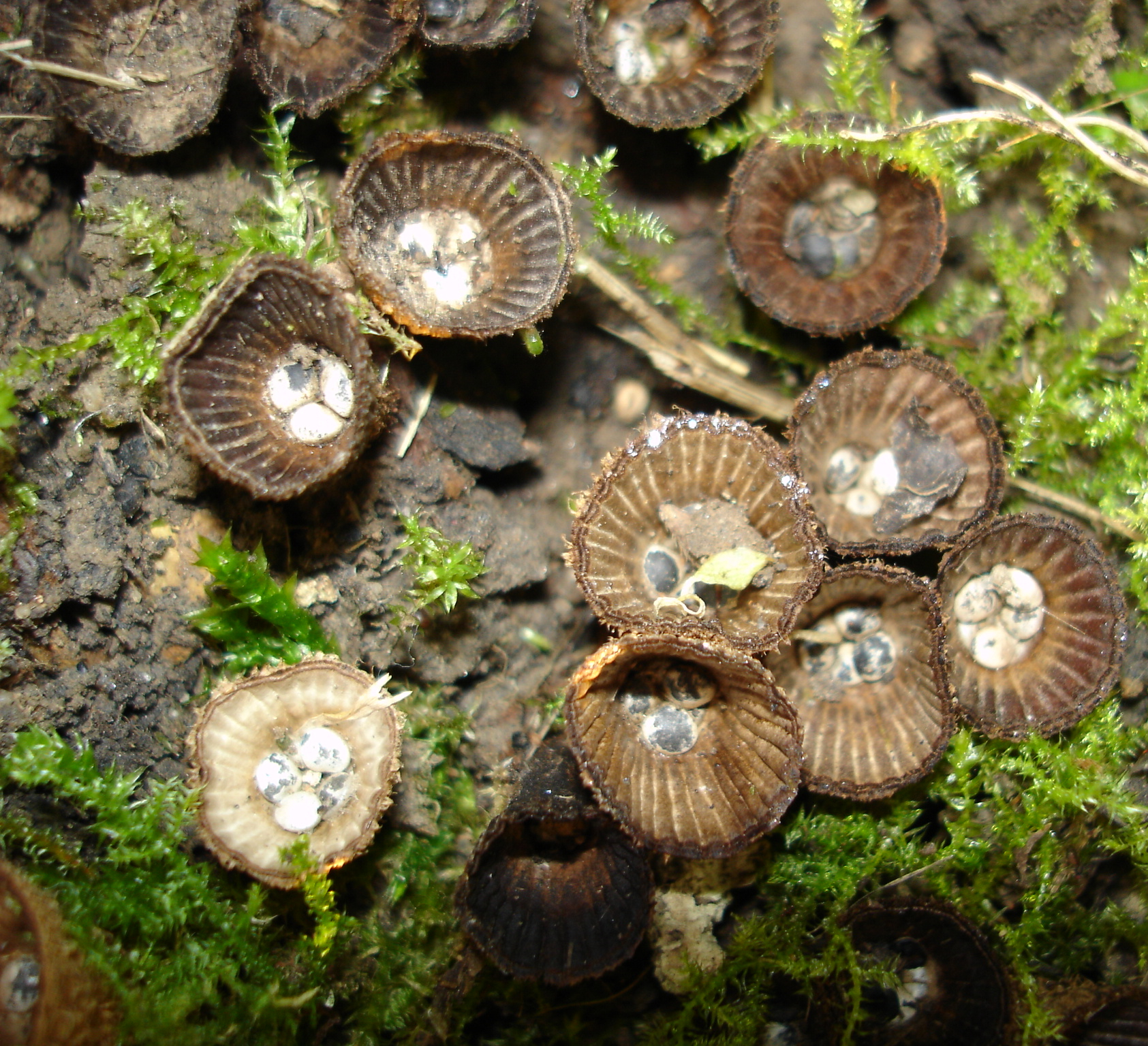
a coppa (Cyathus striatus)
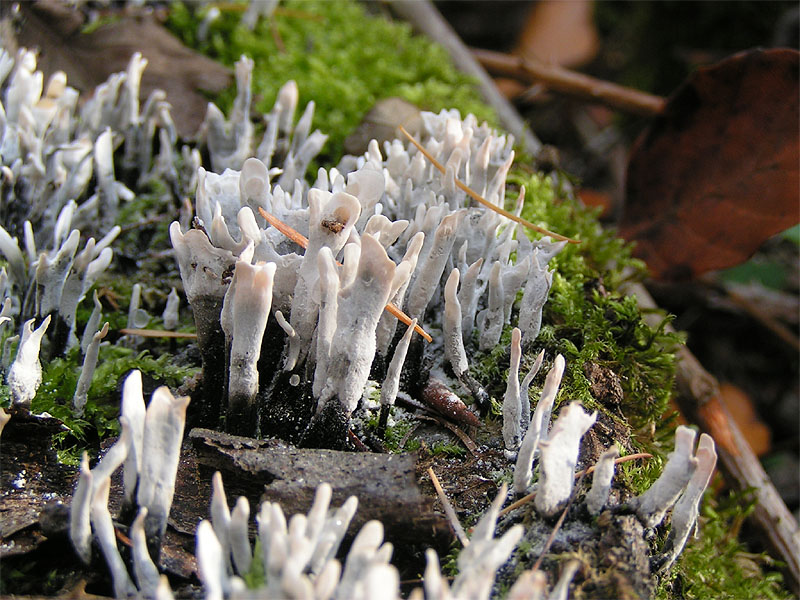
Xylaria hypoxylon

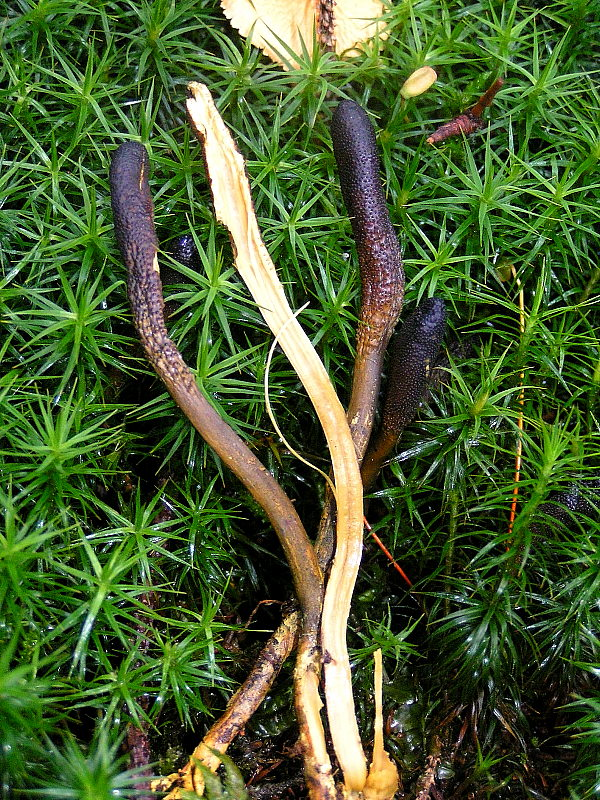
a stecco Cordyceps ophioglossoides
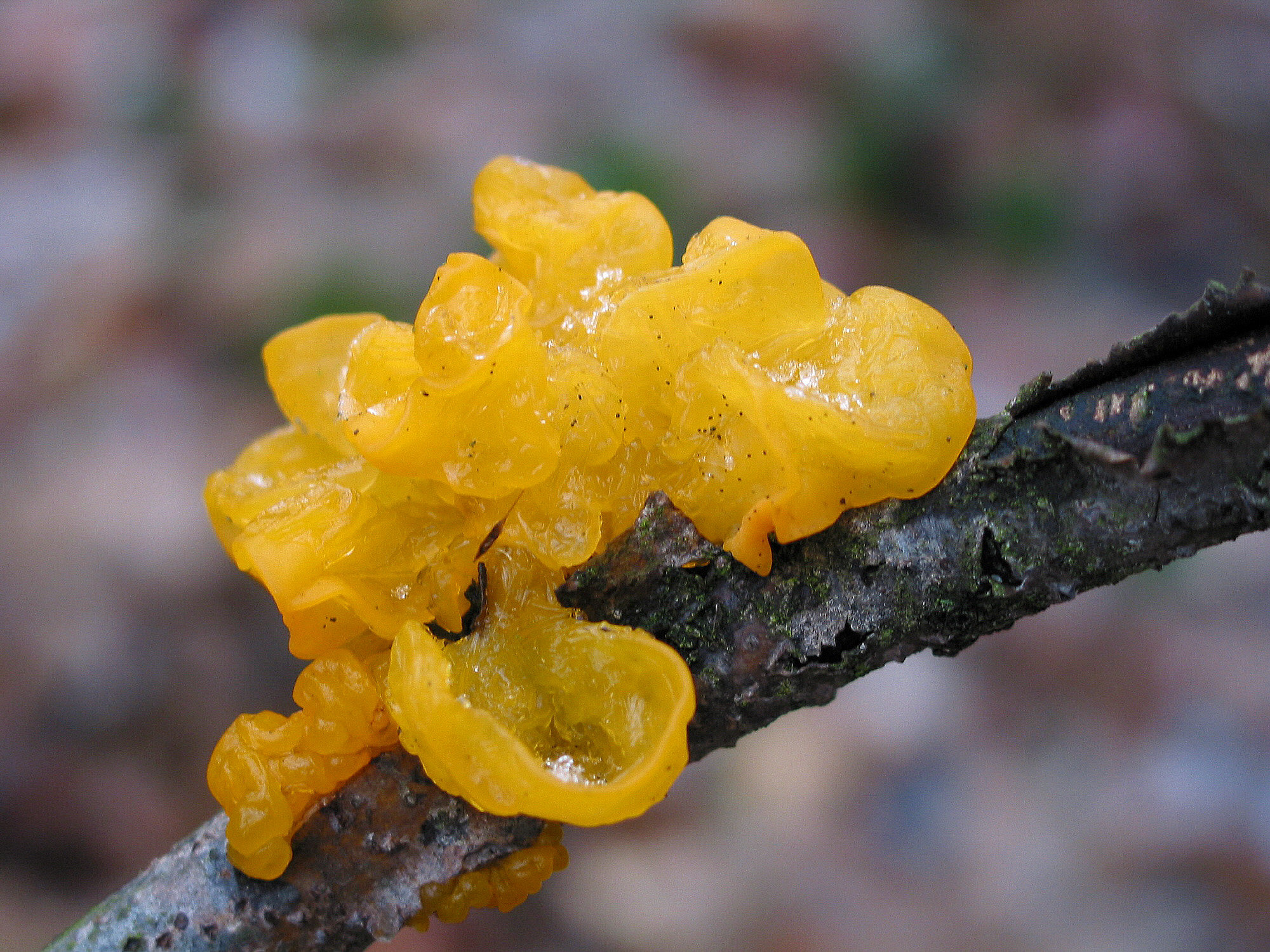
gelatinoso (Tremella mesenterica)
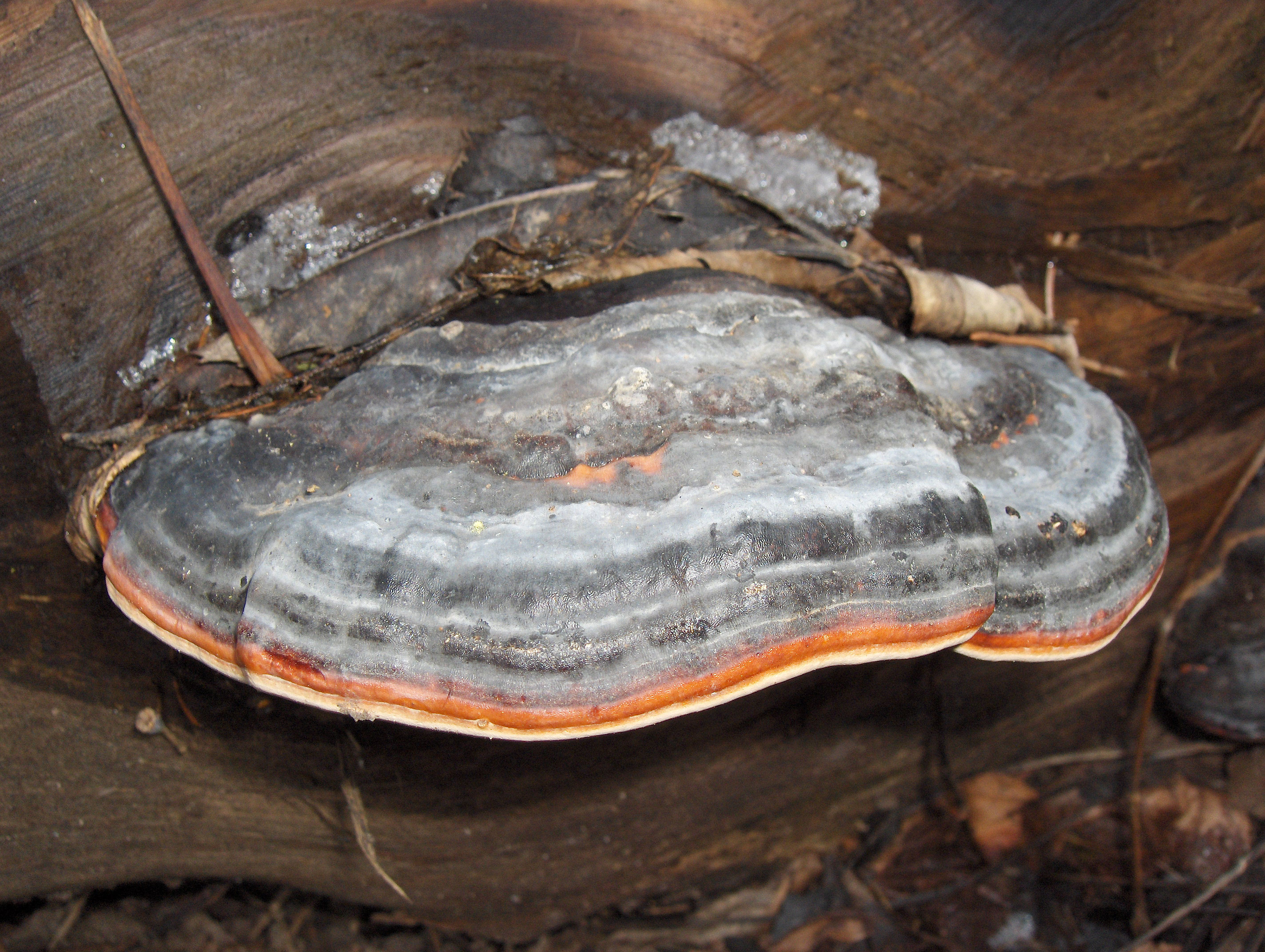
a mensola (Ungulina marginata)
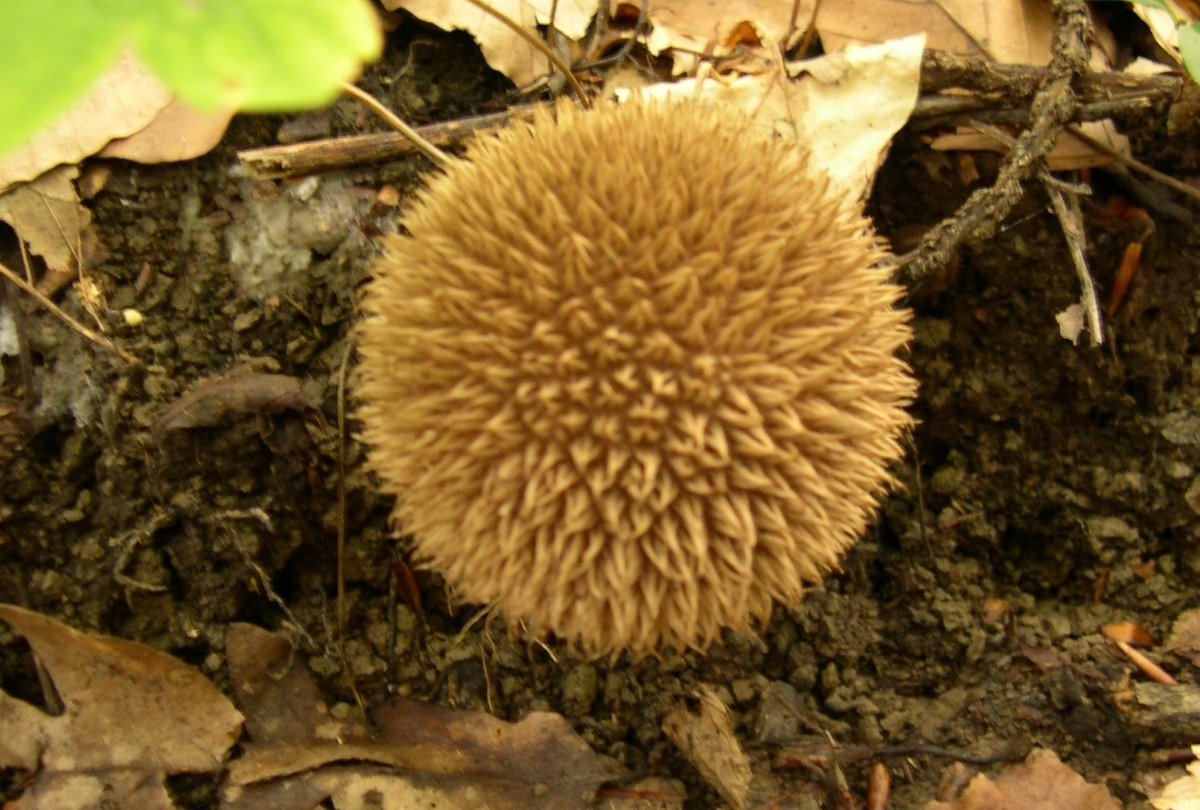
a sfera (Lycoperdon echinatum)

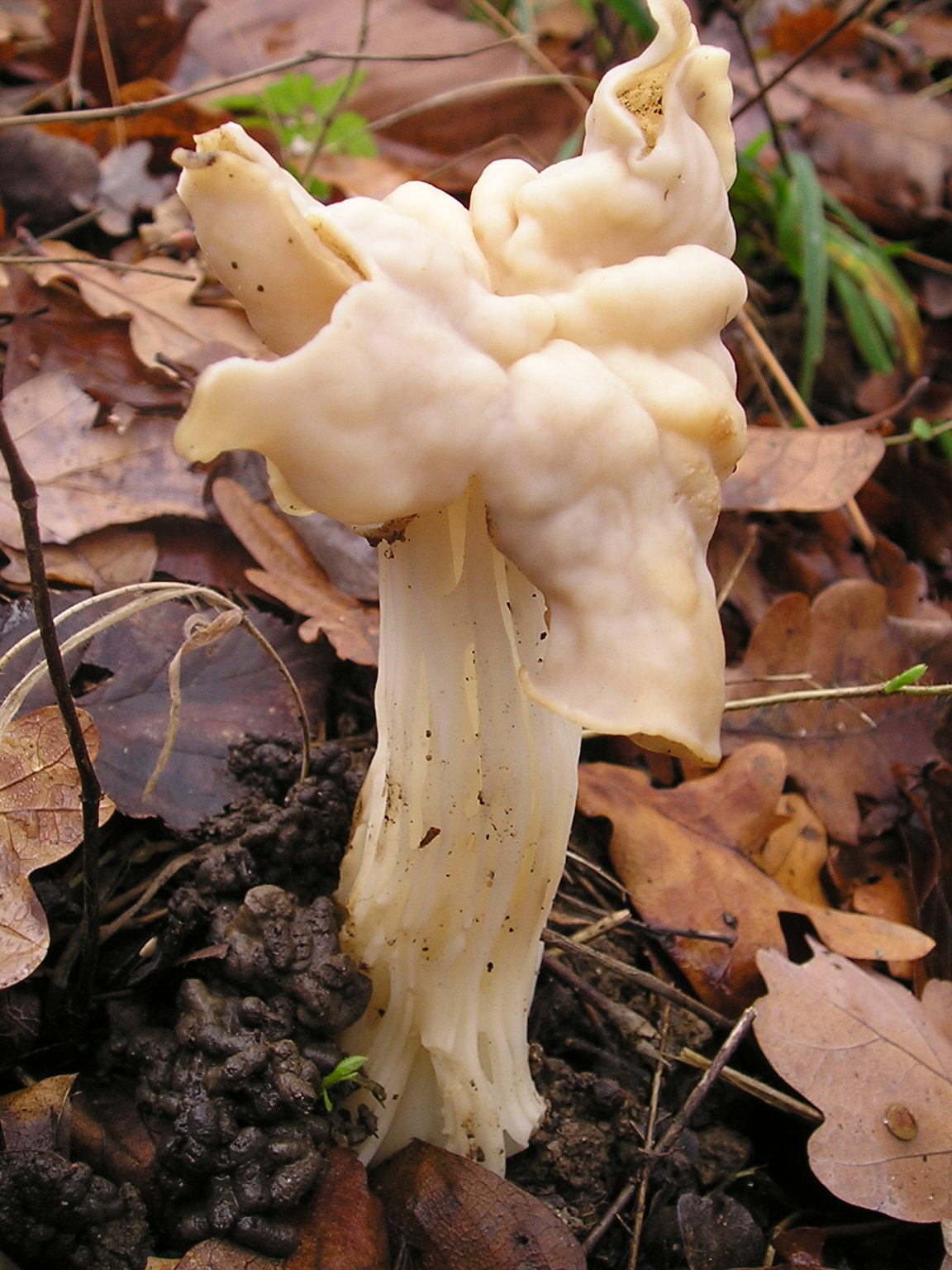
cerebriforme Helvella crispa
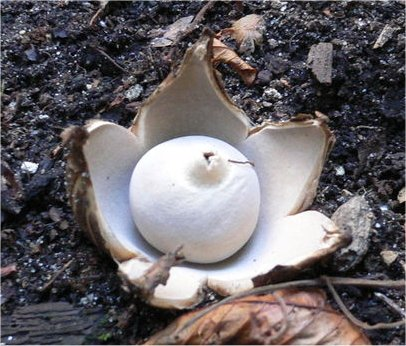
a stella (Geastrum fimbriatum)
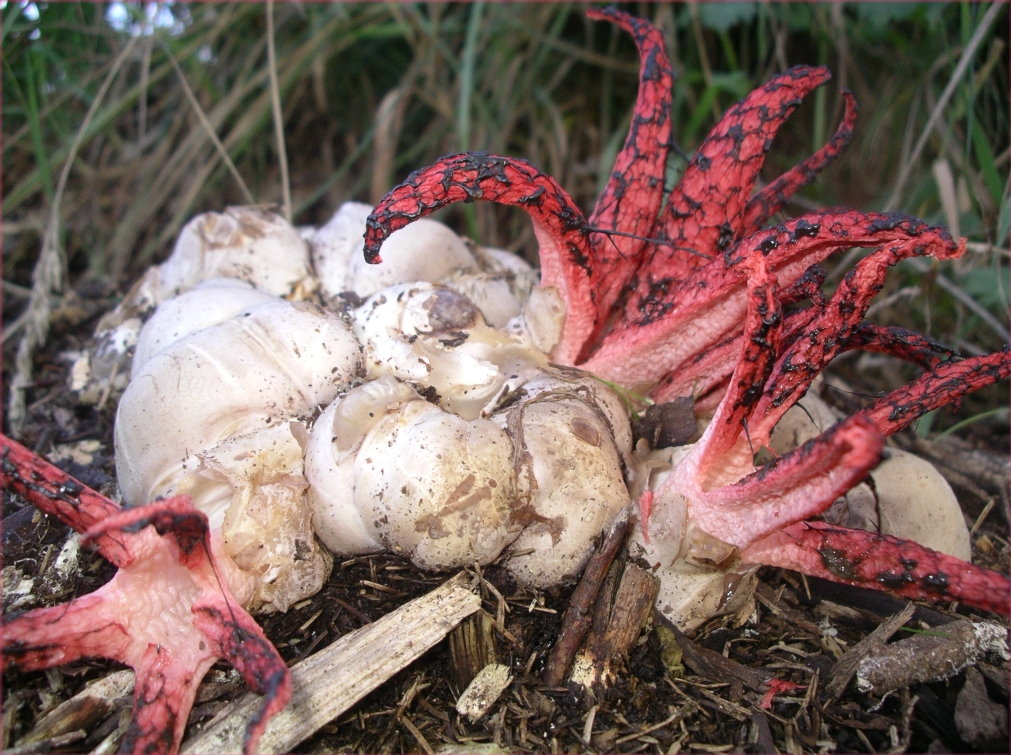
Clathrus archeri
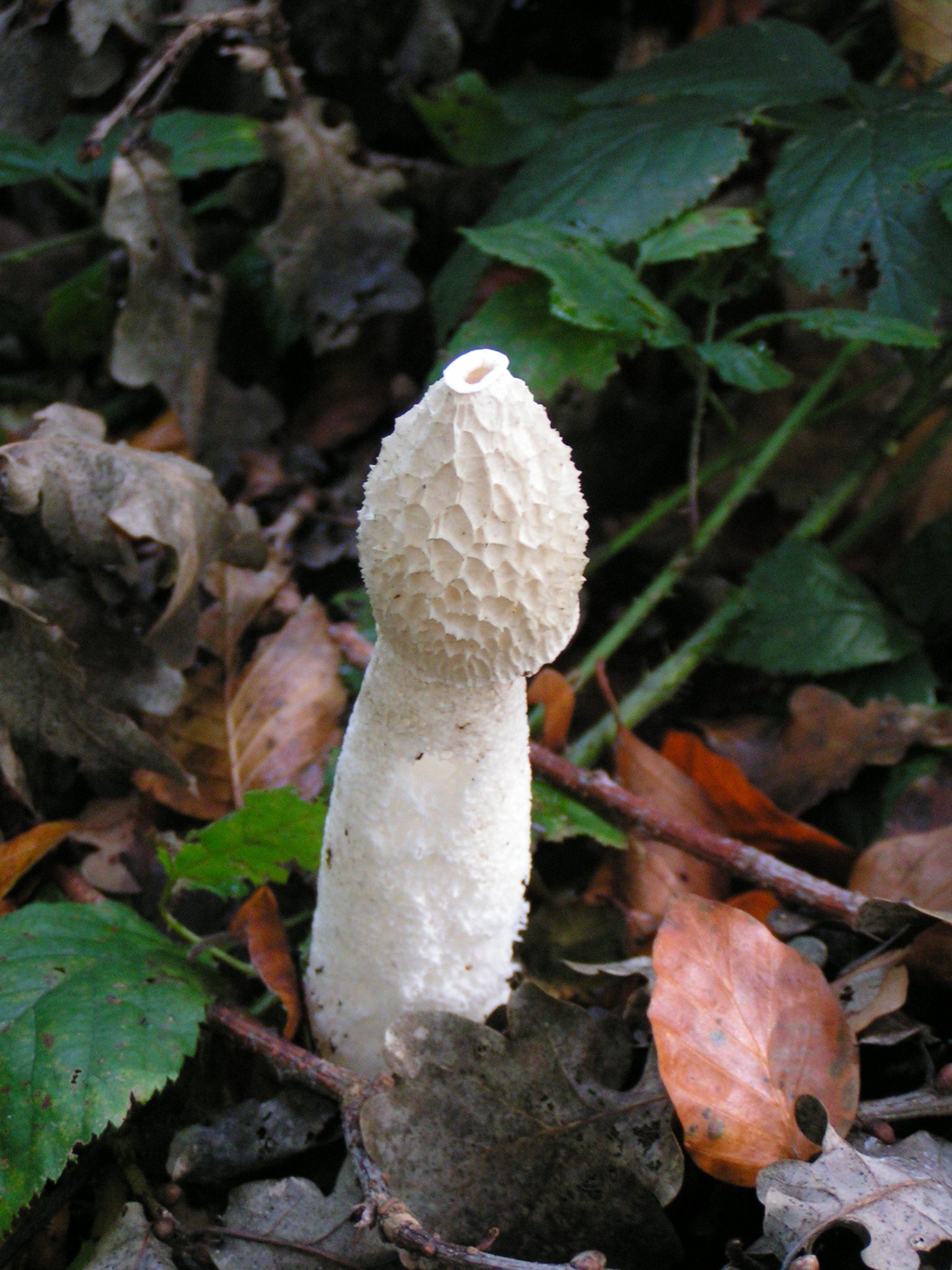
falliforme (Phallus impudicus)